# August Karl von Goeben

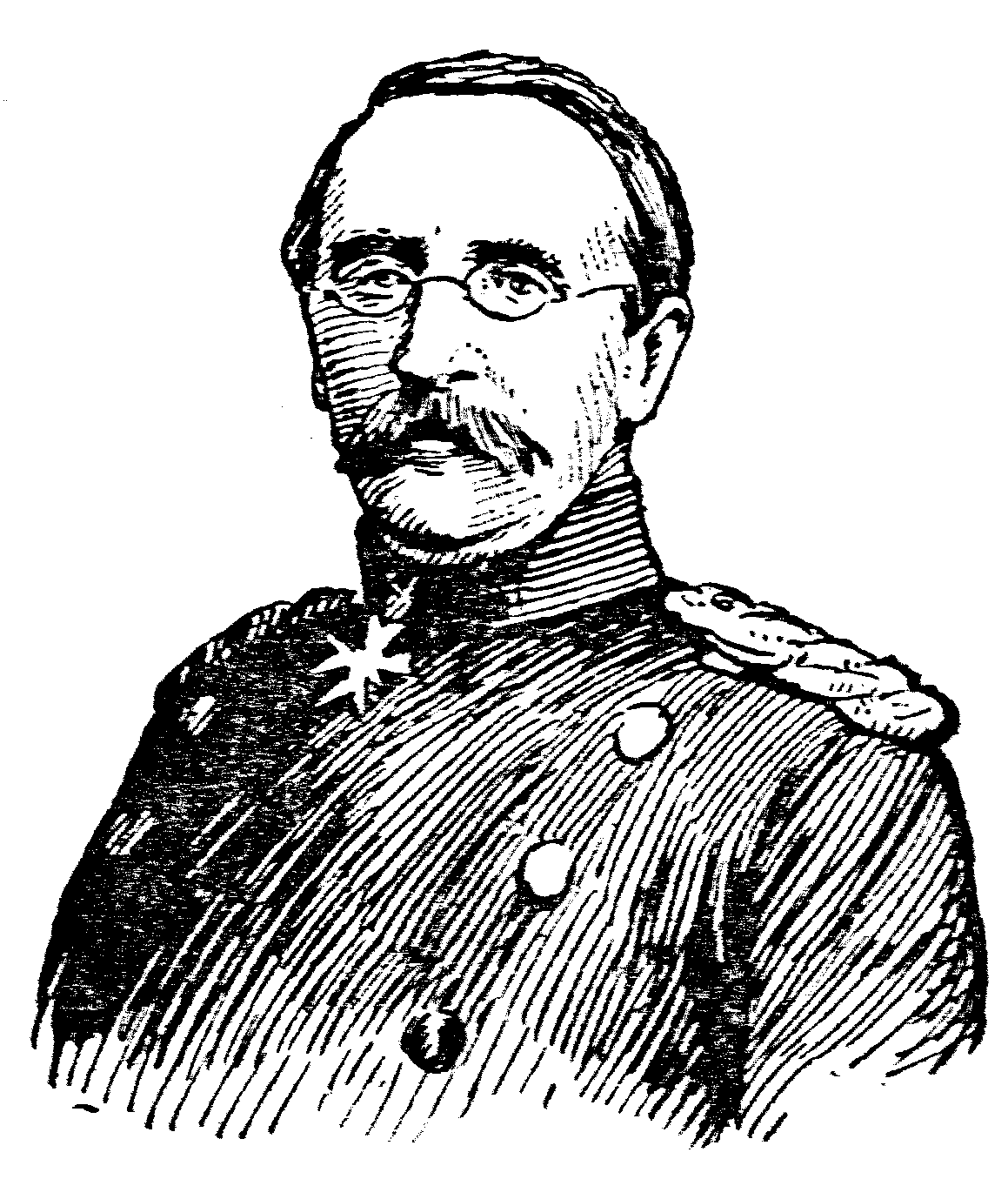
August Karl von Goeben

August Karl Friedrich Christian von Goeben (Stade, 1816. december 10.  – Koblenz, 1880. november 13.)  porosz gyalogsági tábornok. Jelentős szerepet játszott a német egység megteremtéséhez vezető háborúk győztes megvívásában.

## Életpályája

### Családja
Bréma hercegségének egyik ősrégi nemesi családjából származott. Apja Wilhelm von Goeben őrnagy, anyja Johanna Friederike Wilhelmine (született Kuckuck-Walden). Apja a britek oldalán harcoló Német Légióban (King’s German Legion) küzdött a napóleoni háborúk idején.
Goeben 1845. október 10-én vette feleségül Marianne Amalie Johanna von Fresét, kapcsolatukból utód nem született.

### Katonai pályája

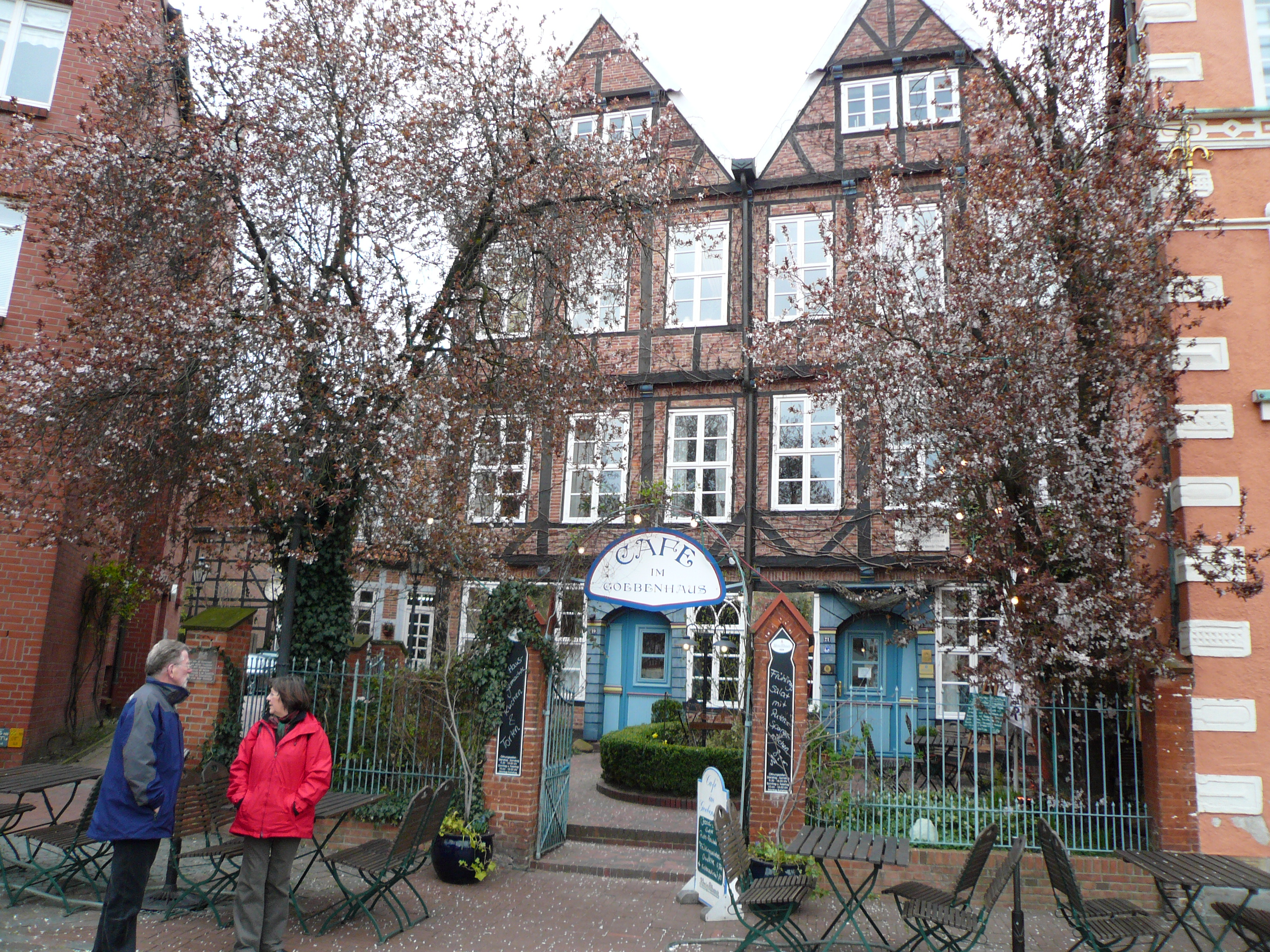
Goeben szülőháza Stadében

Klevében járt iskolába majd hazája, a Hannoveri Királyság hadereje helyett a porosz hadsereget választotta, ahol 1833. november 3-án muskétásként csatlakozott a 24. gyalogezredhez Neuruppinban. Ennél az alakulatnál léptették elő alhadnaggyá, de a következő év márciusában távozott innen. 1836. június 1-én Goeben hadnagyként csatlakozott a karlista hadsereghez Spanyolországban és 1840-ig az első karlista háború öt hadjáratában vett részt és alezredesi rangig jutott. A konfliktus során többször megsebesült és kétszer is fogságba esett. Szolgálataiért megkapta a San Fernando Rend Lovagkeresztjét és az Isabel de Católica Rend Lovagkeresztjét is. Goeben 1841 augusztusában hagyta el a spanyol hadsereg kötelékét.
1842. február 26-án ismét alhadnagyi rangban alkalmazták a porosz hadsereg 8. gyalogezredénél majd a berlini nagyvezérkarhoz rendelték ahova 1843. április 1-én helyezték át.
1849-ben a porosz herceg vezérkarának tagjaként részt vett a badeni hadjáratban, ahol több ütközetben és Rastatt körülzárásában is részt vett.  A 16. gyalogezrednél töltött egy év után 1850-ben őrnagyi rangban ismét visszahelyezték a vezérkarhoz. 1855-ben alezredessé léptették elő és előbb Magdeburgban a IV. hadtest, majd 1858-ban a VIII. hadtest vezérkari főnökévé nevezték ki. A IV. hadtestnél Helmuth Karl Bernhard von Moltke közvetlen beosztottja volt akivel hamar barátságot kötött. Az év novemberében Goebent ezredessé léptették elő. 1860-ban a porosz vezérkar megfigyelőjeként volt jelen a spanyolok marokkói hadjáratánál. A német-dán háborúban a münsteri 26. gyalogsági dandárt vezette Düppelnél és Alsennél.
1865-ben altábornagyi rangot kapott és megkapta a 13. gyaloghadosztály parancsnokságát. Az 1866-os porosz-osztrák háború során előbb Hannoverben tevékenykedett, majd a Majna-menti hadjáratban csaknem önállóan egész sor ütközetet vívott meg, melynek nagyobb jelentőségű ütközetei Dermbach, Laufach, Aschaffenburg, Tauberbischofsheim, Gerchsheim és Würzburg közelében zajlottak.
Az 1870-71-es Porosz–francia háború során július 18-tól a VIII. hadtest vezénylő tábornoka volt és már július 26-án gyalogsági tábornokká léptették elő. Részt vett a colombey-i és a gravelotte-i csatákban majd Metz ezt követő körülzárásában. Metz kapitulációja után Edwin von Manteuffel parancsnoksága alá került Észak-Franciaországban és részt vett az amiens-i , hallue-i és bapaume-i csatákban. Miután Manteuffelt a déli hadsereg élére nevezték ki, 1871. január 9-én Goeben átvette az 1. hadsereg irányítását. 1871. január 19-én megverte a Louis Faidherbe vezette francia északi hadsereget.
Az 1. hadsereg 1871. június 6-ai feloszlatása után Goebent a Vaskereszt Nagykeresztjével tüntették ki és a 2. rajnai gyalogezred (Nr. 28) parancsnokává nevezték ki. Emellett a háborúban nyújtott szolgálataiért 200.000 tallér jutalékban részesült. Ezt követően a VIII. hadtest parancsnokságát irányította Koblenzben. Ebben a tisztségében érte a halál. 1880. november 17-én temették el Koblenzben.

## Emlékezete

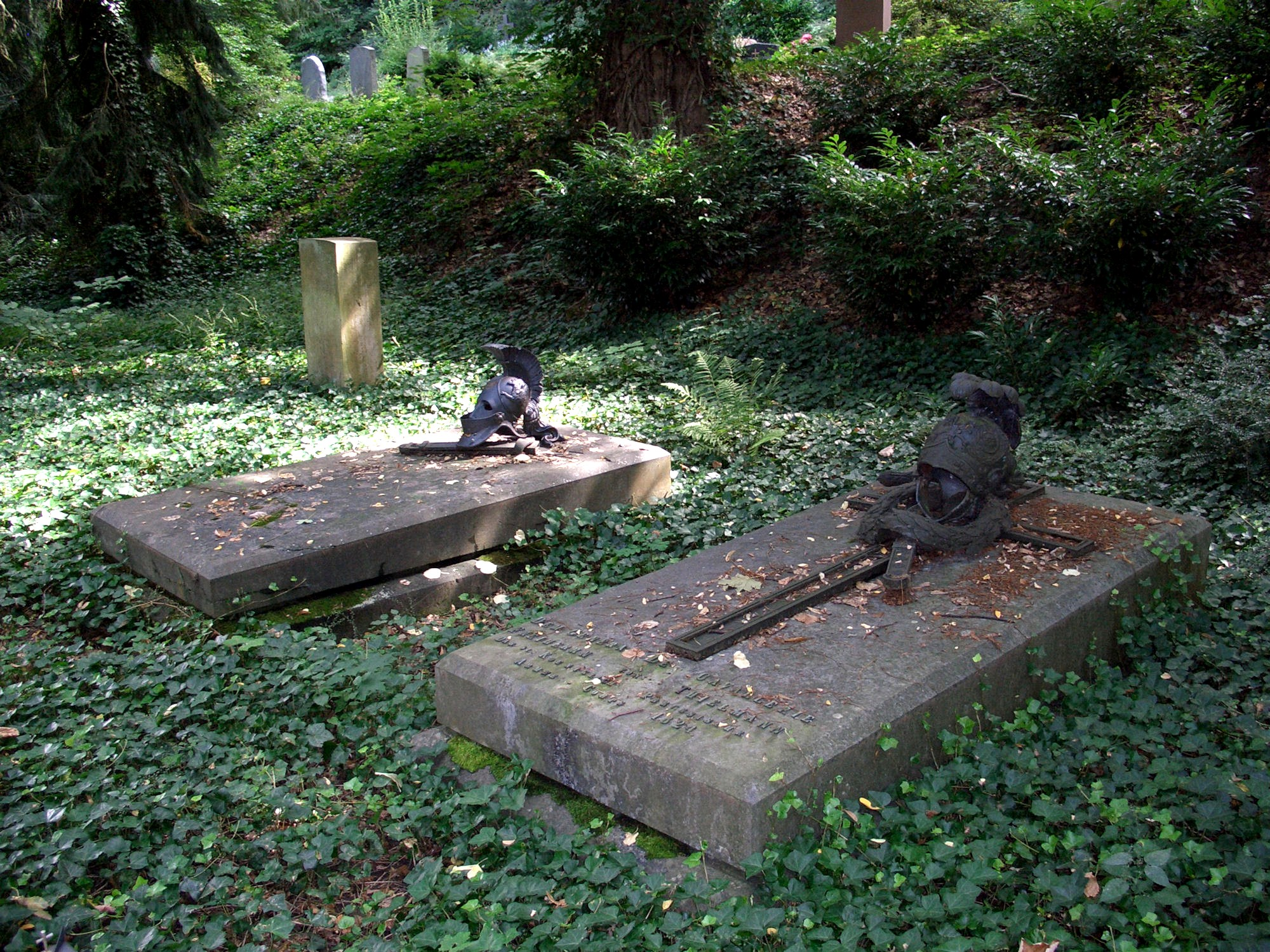
tábornoki sírok a koblenzi temetőben, bal szélen August Karl von Goeben sírköve

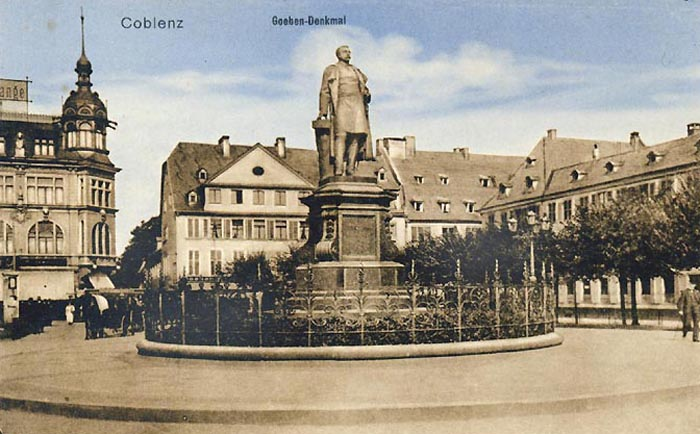
a Goeben-emlékmű Koblenzben 1900 körül

- Róla nevezték el a Császári Haditengerészet egyik csatacirkálóját, a Goebent.
- Több laktanya viselte a nevét, így szülővárosában, Stadéban, Koblenzben, Trierben. A koblenzi laktanyát lakóparkká alakították át, mely a Goebenpark nevet viseli.
- Koblenzben 1884-ben emlékművet emeltek tiszteletére. Jelenleg a város egyik laktanyájában található.
- Metz erődrendszerének egyik erődjét 1873. szeptember 1-én ő utána nevezték el Fort Goebennek.
- A 2. rajnai gyalogezred (Nr. 28) 1889. január 27-től a von Goeben gyalogezred nevet viselte.

## Művei
- Vier Jahre in Spanien. Die Carlisten, ihre Erhebung, ihr Kampf und ihr Untergang. Hahn. Hannover 1841. Google Bayerische Staatsbibliothek
- Reise- und Lagerbriefe aus Spanien und dem Spanischen Heere in Marokko. Hahn. Hannover, 1863
- Das Treffen bei Kissingen am 10. Juli 1866. G. Otto. Darmstadt, 1868 Google
- Das Gefecht bei Dermbach am 4. Juli 1866, Eduard Zernin, Darmstadt & Leipzig, 1870

## Fordítás
- Ez a szócikk részben vagy egészben  az   August Karl von Goeben című német Wikipédia-szócikk fordításán alapul.  Az eredeti cikk szerkesztőit annak laptörténete sorolja fel. Ez a jelzés csupán a megfogalmazás eredetét és a szerzői jogokat jelzi, nem szolgál a cikkben szereplő információk forrásmegjelöléseként.